# Тихменев, Евгений Александрович

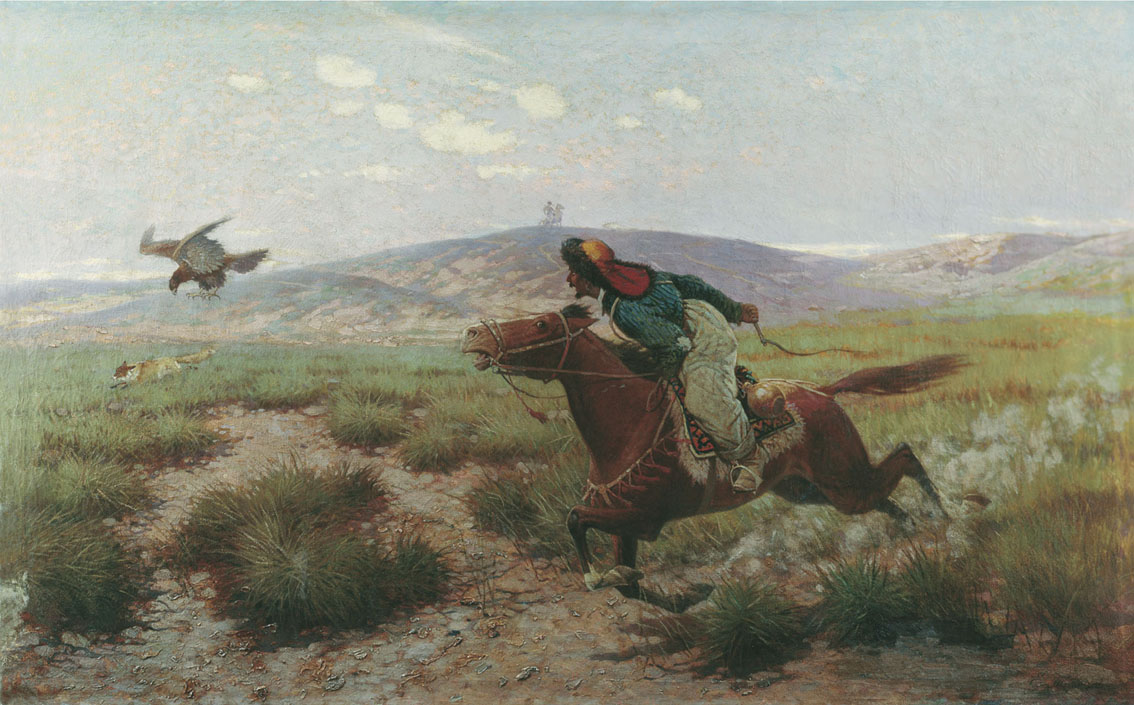
Картина Е. Тихменева «Охота с беркутом». Холст, масло. Оренбургский областной музей изобразительных искусств

Евгений Александрович Тихменев (8 августа 1869, Сумы, Харьковская губерния — 25 сентября 1934, Оренбург) — русский живописец, график, анималист, которому особенно удавались охотничьи сцены. Из старинного дворянского рода Тихменевых, восходящего ко второй половине XVI века.

## Биография
Родился в военной семье — отец полковник Александр Дионисиевич Тихменев был командиром 13-го пехотного резервного батальона в г. Сумы. Позднее, когда отца произвели в генерал-майоры, семья переехала в Петербург в квартиру на Разночинной улице. После прохождения медицинского освидетельствования по призыву 1890 года Евгений Александрович был «признан совершенно неспособным к военной службе, а потому освобожден от неё навсегда». В 1891—1894 годах учился в Петербургской Академии художеств (по классу батальной живописи), в том числе у Б. П. Виллевальде.
Тихменев всерьёз увлекался ружейной и псовой охотой, которая и стала главной темой его произведений («На медведя», «Лоси», «Попался», «Охотничий пейзаж», «На поисках», «Осенний пейзаж», «Лиса», «Рысь», «Тетерева», «Охота на волка с борзыми», «Охота с гончими собаками», «С борзыми», «На зайцев», «Погоня за волком», «Лоси в лесу», «Лоси весной», «Встреча сибирских казаков — охотников с уссурийским тигром» и многие другие). В 1900—1910-х годах он постоянный участник Осенних выставок в Санкт-Петербурге. Его рисунки и графика регулярно воспроизводились в журналах «Нива», «Родина», «Искры».
После Октябрьской революции занимался главным образом иллюстрированием детских книг. В 1928 году переехал в Оренбург, где работал оформителем Оренбургского Дома Красной Армии, а затем местного краеведческого музея. Здесь создал ряд батальных полотен, в том числе картину «Салмышский бой» (1931). Совершенное знание автором анатомии человека и животных, живой военной среды, природы и оружия в полной мере проявилось при создании этого произведения. Всадники и кони индивидуализированы, ни типаж, ни позы не повторяются. Все изображено в взаимосвязанном и взаимозависимом движении.
Участник выставок Ассоциации художников революции (АХР) 1930 и 1932 годов и выставки казахского искусства в Москве (1936). Произведения художника находятся в собраниях Оренбургского областного музея изобразительных искусств, Иркутского областного художественного музея, в частных коллекциях.